# Meulers
Meulers ist eine französische Gemeinde mit 579 Einwohnern (Stand: 1. Januar 2022) im Département Seine-Maritime in der Region Normandie (vor 2016 Haute-Normandie). Sie gehört zum Arrondissement Dieppe und zum Kanton Dieppe-2 (bis 2015 Kanton Envermeu). Die Einwohner werden Meulérois genannt.

## Geographie
Meulers liegt etwa 23 Kilometer südöstlich von Dieppe an der Béthune. Umgeben wird Meulers von den Nachbargemeinden Saint-Jacques-d’Aliermont im Norden und Osten, Freulleville im Süden und Südosten, Saint-Germain-d’Étables im Westen sowie Dampierre-Saint-Nicolas im Nordwesten.

## Bevölkerungsentwicklung
| Jahr                      | 1962 | 1968 | 1975 | 1982 | 1990 | 1999 | 2006 | 2013 |
| Einwohner                 | 395  | 378  | 409  | 408  | 395  | 395  | 519  | 619  |
| Quelle: Cassini und INSEE |      |      |      |      |      |      |      |      |

## Sehenswürdigkeiten
- Kirche Saint-Valéry aus dem 11. Jahrhundert